# Leichtathletik-Europameisterschaften 2018/400 m Hürden der Frauen

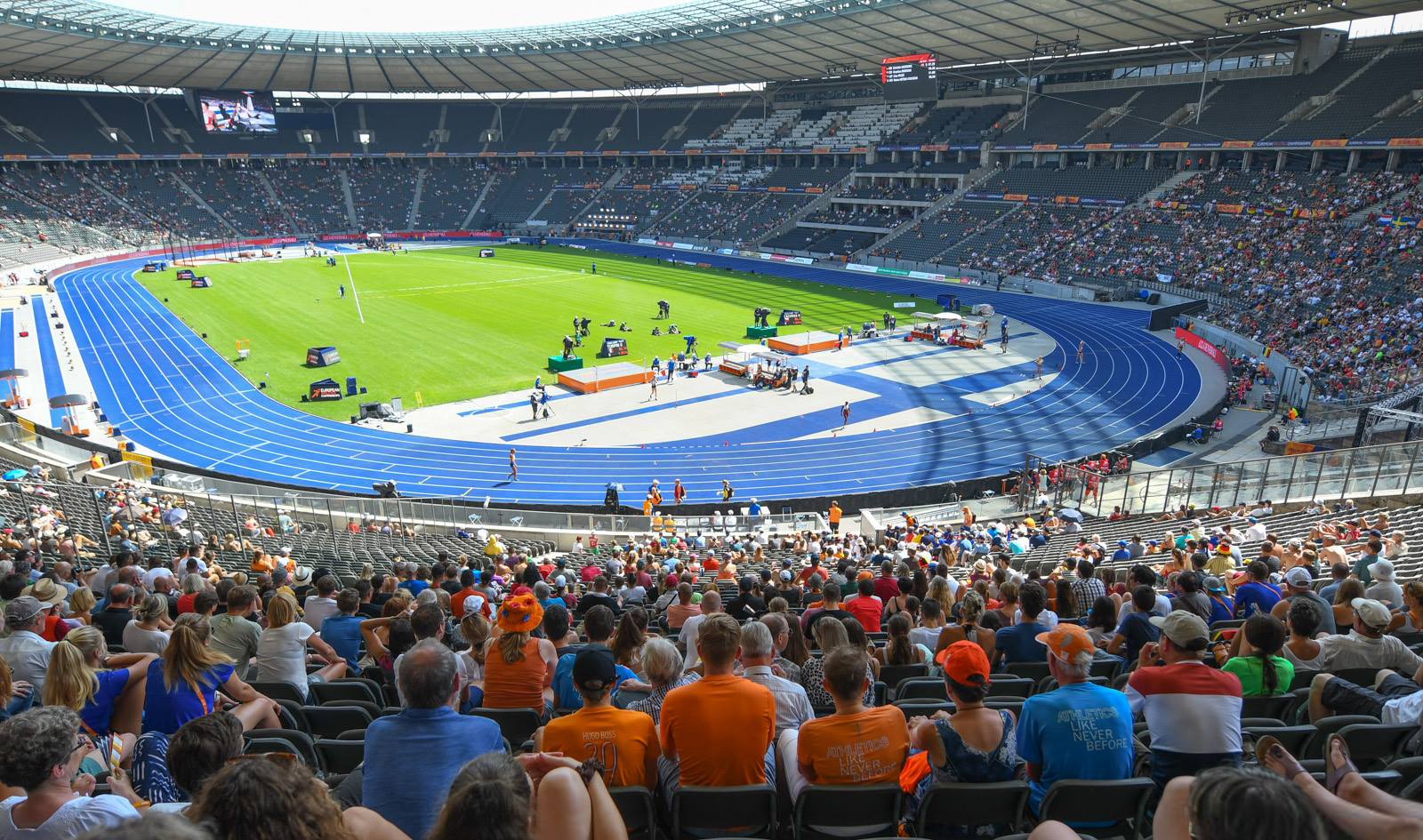
Das Berliner Olympiastadion am 9. August 2018

Der 400-Meter-Hürdenlauf der Frauen bei den Leichtathletik-Europameisterschaften 2018 fand am 7., 8. und 10. August im Olympiastadion in der deutschen Hauptstadt Berlin statt.
Die Schweizerin Léa Sprunger gewann den Europameistertitel vor Hanna Ryschykowa aus der Ukraine. Bronze ging an die Britin Meghan Beesley.

## Bestehende Rekorde
| Weltrekord           | 52,34 s | Jordanka Donkowa | Stara Sagora, Bulgarien | 20. August 1988 |
| Europarekord         | 52,34 s | Jordanka Donkowa | Stara Sagora, Bulgarien | 20. August 1988 |
| Meisterschaftsrekord | 52,92 s | Natalja Antjuch  | EM Barcelona, Spanien   | 30. Juli 2010   |

Der bestehende EM-Rekord wurde bei diesen Europameisterschaften nicht erreicht. Die schnellste Zeit erzielte Europameisterin Léa Sprunger aus der Schweiz im Finale mit 54,33 s, womit sie eine neue europäische Jahresbestleistung aufstellte. Sie blieb 1,41 s über dem Rekord. Zum Welt- und Europarekord fehlten ihr 1,99 s.

## Durchführung des Wettbewerbs
Die zwölf schnellsten Hürdenläuferinnen der Jahresbestenliste – in den Halbfinal-Resultaten mit ‡ markiert – mussten in den Vorläufen noch nicht antreten. Sie waren automatisch für das Halbfinale qualifiziert und griffen erst dort in den Wettkampf ein.

## Legende
Kurze Übersicht zur Bedeutung der Symbolik – so üblicherweise auch in sonstigen Veröffentlichungen verwendet:
| EL    | Europajahresbestleistung                                                                                |
| PB    | Persönliche Bestleistung                                                                                |
| SB    | Persönliche Jahresbestleistung                                                                          |
| EU20L | Europajahresbestleistung für U20-Läuferinnen                                                            |
| DNS   | nicht am Start (did not start)                                                                          |
| ‡     | eine der zwölf schnellsten Hürdenläuferinnen der Jahresbestenliste (Markierung verwendet im Halbfinale) |

## Vorläufe
Aus den drei Vorläufen qualifizierten sich die jeweils drei Ersten jedes Laufes – hellblau unterlegt – und zusätzlich die drei Zeitschnellsten – hellgrün unterlegt – für das Halbfinale.

### Vorlauf 1
7. August 2018, 10:00 Uhr MESZ
| Platz | Bahn | Name              | Land           | Zeit (s) |
| ----- | ---- | ----------------- | -------------- | -------- |
| 1     | 2    | Joanna Linkiewicz | Polen          | 56,66    |
| 2     | 8    | Kirsten McAslan   | Großbritannien | 56,78    |
| 3     | 5    | Aurélie Chaboudez | Frankreich     | 57,08    |
| 4     | 3    | Yasmin Giger      | Schweiz        | 57,40    |
| 5     | 4    | Elif Gören        | Türkei         | 57,53    |
| 6     | 7    | Daniela Ledecká   | Slowakei       | 57,81 PB |
| 7     | 6    | Linda Olivieri    | Italien        | 58,47    |

### Vorlauf 2

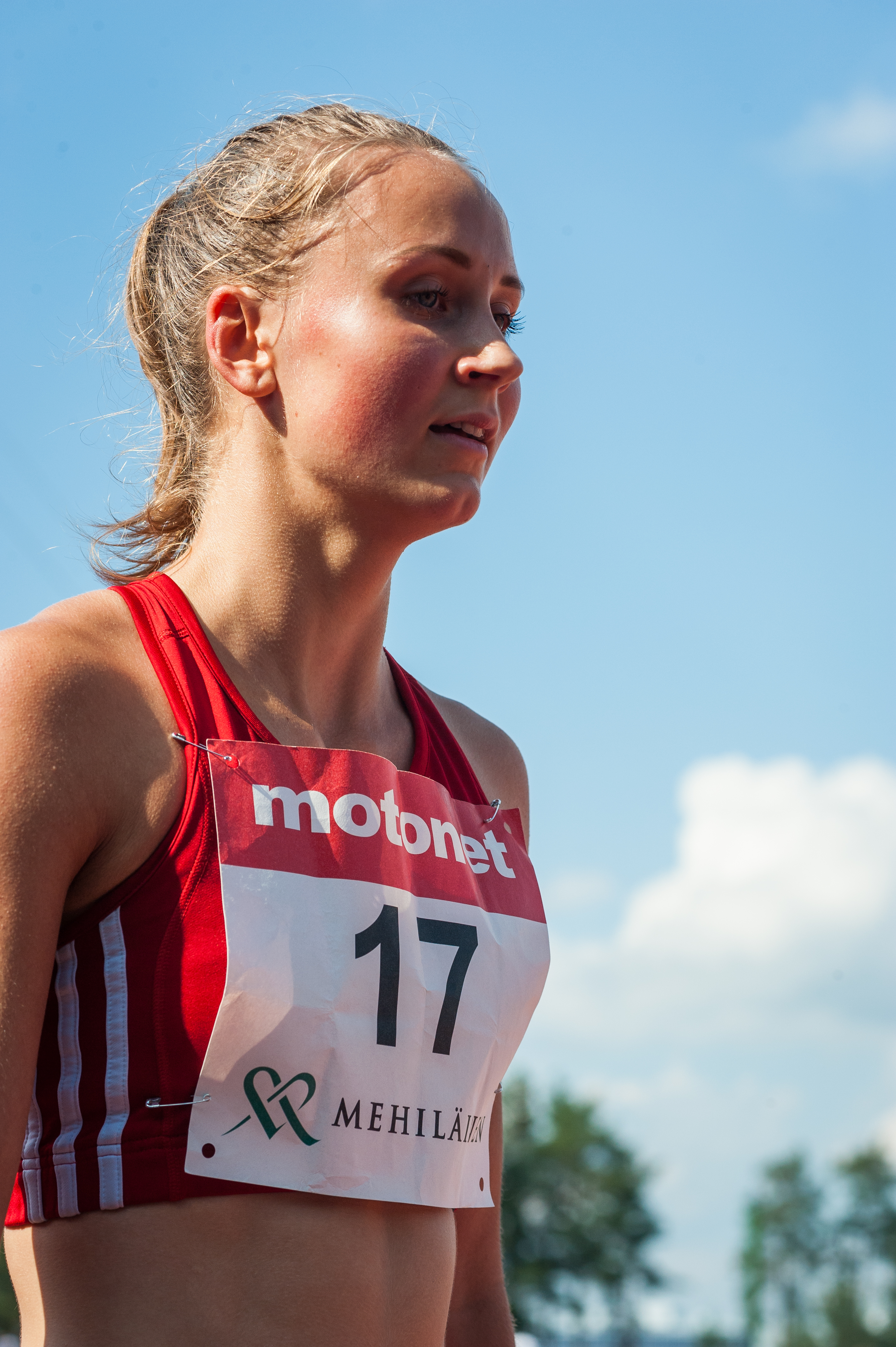
Viivi Lehikoinen reichte ihr fünfter Platz im zweiten Vorlauf nicht für die nächste Runde

7. August 2018, 10:07 Uhr MESZ
| Platz | Bahn | Name               | Land                        | Zeit (s) |
| ----- | ---- | ------------------ | --------------------------- | -------- |
| 1     | 6    | Wera Rudakowa      | Authorised Neutral Athletes | 56,24    |
| 2     | 5    | Sanda Belgyan      | Rumänien                    | 56,68 PB |
| 3     | 7    | Margo van Puyvelde | Belgien                     | 56,70    |
| 4     | 3    | Justyna Saganiak   | Polen                       | 57,24    |
| 5     | 8    | Viivi Lehikoinen   | Finnland                    | 58,43    |
| 6     | 4    | Emma Zapletalová   | Slowakei                    | 58,46    |
| 7     | 2    | Drita Islami       | Mazedonien                  | 62,23    |

### Vorlauf 3

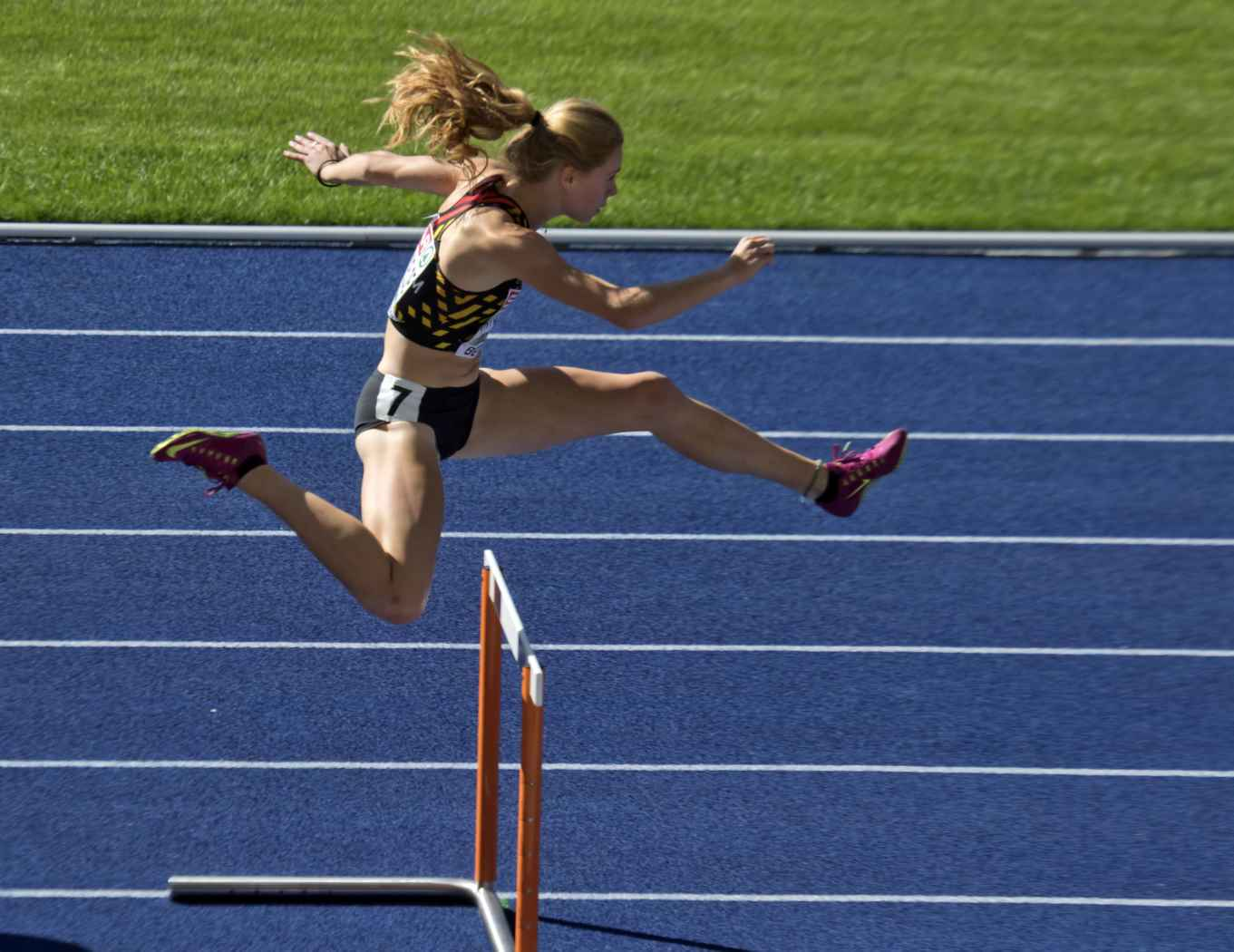
Margo Van Puyvelde qualifizierte sich als Dritte ihres Vorlaufs für das Halbfinale

7. August 2018, 10:14 Uhr MESZ
| Platz | Bahn | Name                    | Land        | Zeit (s) |
| ----- | ---- | ----------------------- | ----------- | -------- |
| 1     | 8    | Robine Schürmann        | Schweiz     | 56,35    |
| 2     | 7    | Marija Mykolenko        | Ukraine     | 56,39    |
| 3     | 4    | Justien Grillet         | Belgien     | 56,94    |
| 4     | 6    | Sara Gallego            | Spanien     | 57,18    |
| 5     | 3    | Johanna Holmén Svensson | Schweden    | 57,55 PB |
| 6     | 2    | Anna Sjoukje Runia      | Niederlande | 57,76    |
| 7     | 5    | Elisabeth Slettum       | Norwegen    | 58,56    |

## Halbfinale
Aus den drei Halbfinalläufen qualifizierten sich die jeweils beiden Ersten jedes Laufes – hellblau unterlegt – und zusätzlich die beiden Zeitschnellsten – hellgrün unterlegt – für das Finale. Die zwölf Jahresschnellsten – mit ‡ markiert, die automatisch für das Halbfinale qualifiziert waren, griffen jetzt in das Geschehen ein.

### Lauf 1

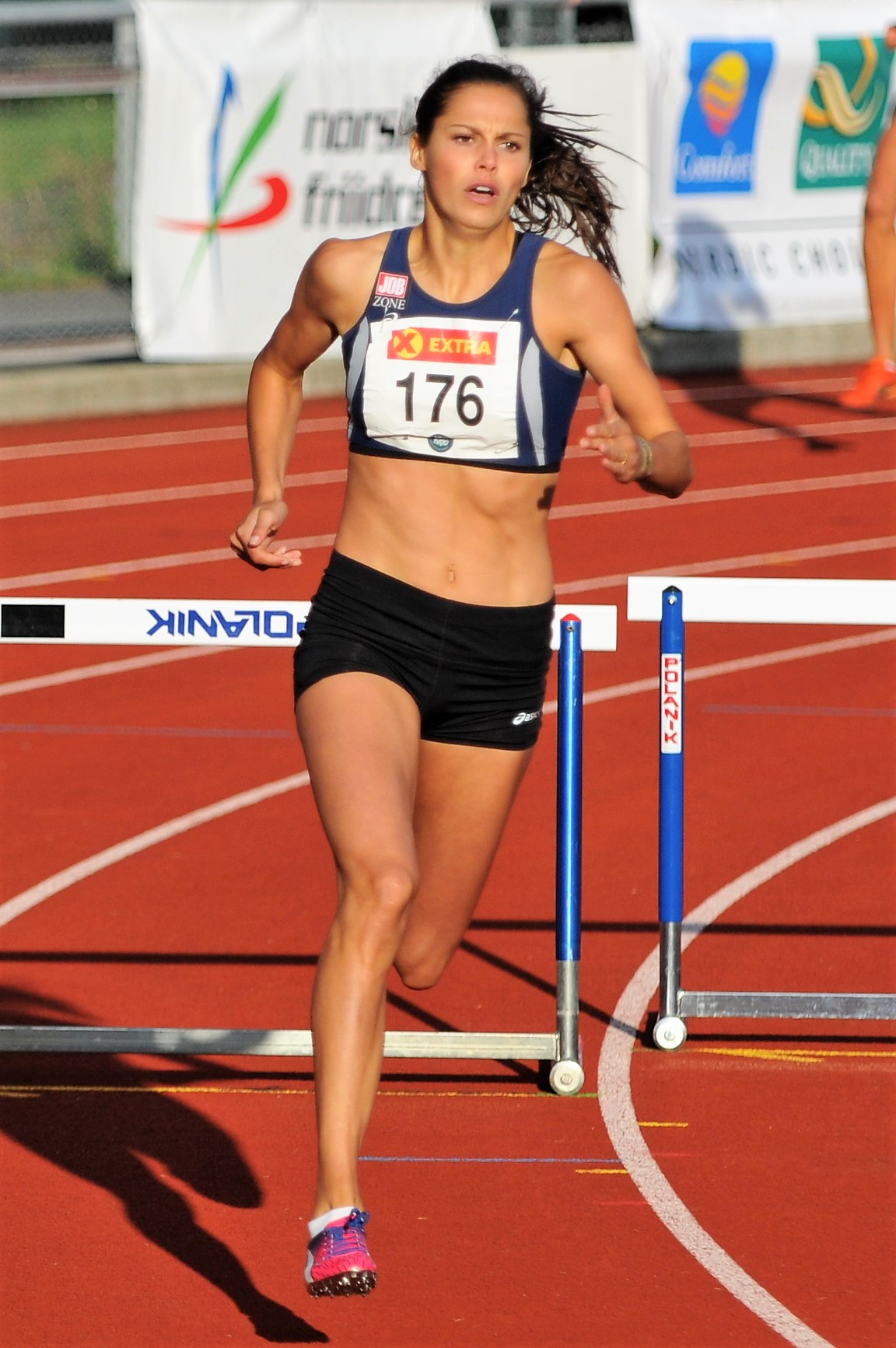
Amalie Iuel schied als Dritte ihres Halbfinals aus

8. August 2018, 19:05 Uhr MESZ
| Platz | Bahn | Name                  | Land           | Zeit (s) |
| ----- | ---- | --------------------- | -------------- | -------- |
| 1     | 4    | Eilidh Doyle ‡        | Großbritannien | 55,16    |
| 2     | 3    | Hanne Claes ‡         | Belgien        | 55,75    |
| 3     | 6    | Amalie Iuel ‡         | Norwegen       | 55,81    |
| 4     | 7    | Robine Schürmann      | Schweiz        | 55,89    |
| 5     | 8    | Marija Mykolenko      | Ukraine        | 56,35    |
| 6     | 5    | Sara Slott Petersen ‡ | Dänemark       | 56,91    |
| 7     | 1    | Sanda Belgyan         | Rumänien       | 57,51    |
| 8     | 2    | Justyna Saganiak      | Polen          | 57,71    |

### Lauf 2

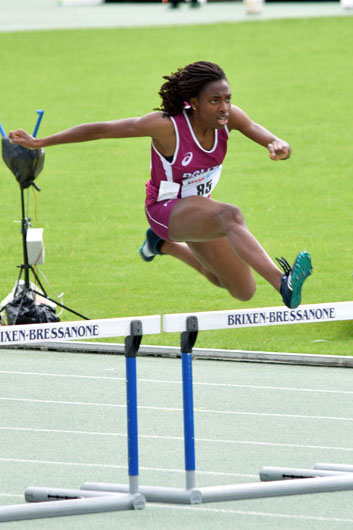
Ihr dritter Platz im zweiten Halbfinale reichte Ayomide Folorunso nicht für die Finalteilnahme

8. August 2018, 19:12 Uhr MESZ
| Platz | Bahn | Name                  | Land           | Zeit (s) |
| ----- | ---- | --------------------- | -------------- | -------- |
| 1     | 3    | Léa Sprunger ‡        | Schweiz        | 55,04    |
| 2     | 5    | Wiktorija Tkatschuk ‡ | Ukraine        | 55,37    |
| 3     | 4    | Ayomide Folorunso ‡   | Italien        | 55,69    |
| 4     | 6    | Line Kloster ‡        | Norwegen       | 55,78    |
| 5     | 8    | Joanna Linkiewicz     | Polen          | 56,06    |
| 6     | 7    | Aurélie Chaboudez     | Frankreich     | 56,19 SB |
| 7     | 2    | Kirsten McAslan       | Großbritannien | 57,33    |
| 8     | 2    | Justien Grillet       | Belgien        | 57,40    |

### Lauf 3

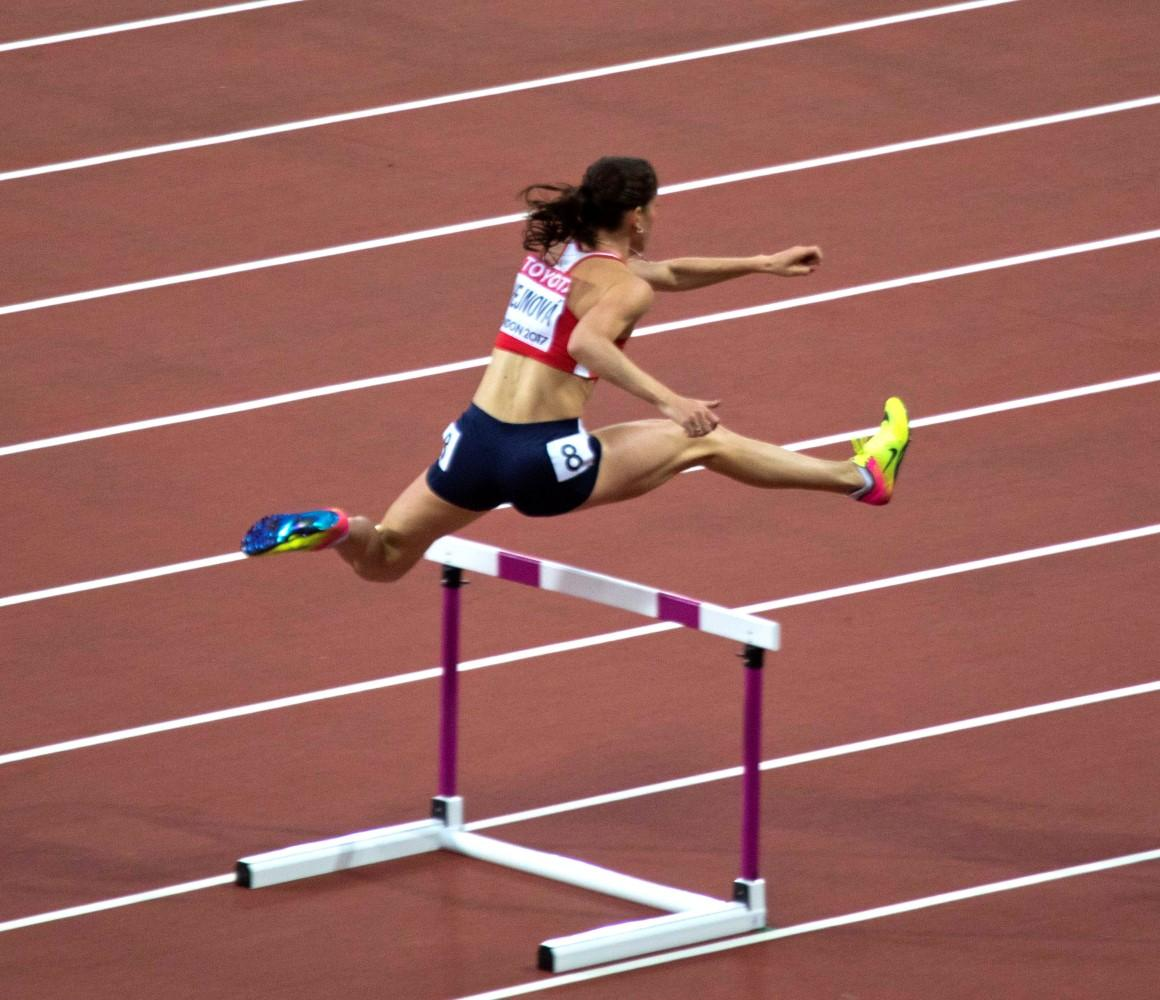
Die in der Vergangenheit sehr erfolgreiche Zuzana Hejnová erreichte diesmal nicht das Finale

8. August 2018, 19:19 Uhr MESZ
| Platz | Bahn | Name                 | Land                        | Zeit (s)    |
| ----- | ---- | -------------------- | --------------------------- | ----------- |
| 1     | 3    | Hanna Ryschykowa ‡   | Ukraine                     | 54,82 SB    |
| 2     | 4    | Yadisleidy Pedroso ‡ | Italien                     | 55,13       |
| 3     | 5    | Meghan Beesley ‡     | Großbritannien              | 55,21 SB    |
| 4     | 8    | Wera Rudakowa        | Authorised Neutral Athletes | 55,24 SB    |
| 5     | 5    | Zuzana Hejnová ‡     | Tschechien                  | 56,03       |
| 6     | 1    | Yasmin Giger         | Schweiz                     | 56,81 EU20L |
| 7     | 2    | Sara Gallego         | Spanien                     | 57,25       |
| DNS   | 7    | Margo van Puyvelde   | Belgien                     |             |

## Finale
10. August 2018, 20:50 Uhr MESZ
| Platz | Bahn | Athletin            | Land                        | Zeit (s) |
| ----- | ---- | ------------------- | --------------------------- | -------- |
|       | 3    | Léa Sprunger        | Schweiz                     | 54,33 EL |
|       | 5    | Hanna Ryschykowa    | Ukraine                     | 54,51 SB |
|       | 1    | Meghan Beesley      | Großbritannien              | 55,31    |
| 4     | 7    | Hanne Claes         | Belgien                     | 55,75    |
| 5     | 4    | Yadisleidy Pedroso  | Italien                     | 55,80    |
| 6     | 2    | Wera Rudakowa       | Authorised Neutral Athletes | 55,89    |
| 7     | 8    | Wiktorija Tkatschuk | Ukraine                     | 56,15    |
| 8     | 6    | Eilidh Doyle        | Großbritannien              | 56,23    |

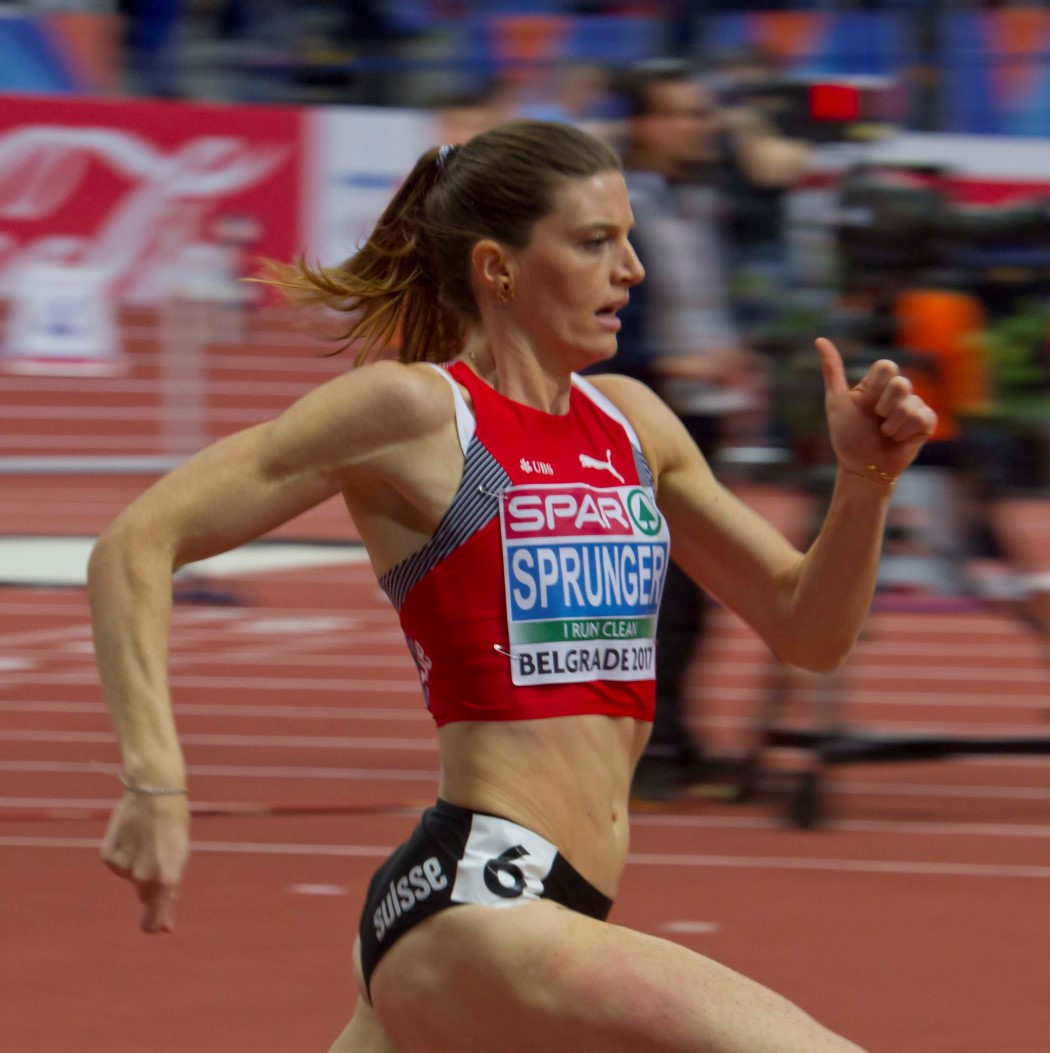
Europameisterin Léa Sprunger

Zu den Favoritinnen gehörten in erster Linie die Tschechin Zuzana Hejnová – unter anderem Weltmeisterin von 2015, Olympiavierte von 2016, EM-Vierte von 2010 / 2012, die Schweizerin Léa Sprunger als WM-Fünfte von 2017 und EM-Dritte von 2016, die Britin Eilidh Doyle – WM-Sechste von 2015 und Europameisterin von 2014 sowie die dänische Europameisterin von 2016 Sara Slott Petersen, die allerdings bereits im Halbfinale ausgeschieden war. Auch die in den letzten Jahren so erfolgreiche Hejnová hatte diesmal das Finale nicht erreicht.
Das Rennen blieb lange offen. Zu Beginn der Zielkurve gab es eine leichte Führung der Ukrainerin Hanna Ryschykowa. Doch hier hatte Sprunger eine sehr starke Phase und kam als Spitzenreiterin auf die Zielgerade. Knapp hinter ihr lagen jetzt Ryschykowa und die Britin Meghan Beesley gleichauf. Dann folgten ebenfalls noch mit engen Abständen Doyle sowie die früher für Kuba und jetzt für Italien startende Yadisleidy Pedroso. Nur wenig zurück waren Wera Rudakowa, die unter neutraler Flagge lief, und die Belgierin Hanne Claes. Auf den letzten hundert Metern hatte Léa Sprunger das beste Stehvermögen und lief als Europameisterin durchs Ziel. Hanna Ryschykowa kam zum Schluss noch zwar noch etwas näher, aber für sie reichte es nur noch zu Silber. Meghan Beesley hielt dahinter ihren dritten Platz. Vierte wurde Hanne Claes vor Yadisleidy Pedroso und Wera Rudakowa.

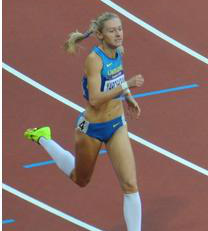
Vizeeuropameisterin Hanna Ryschykowa
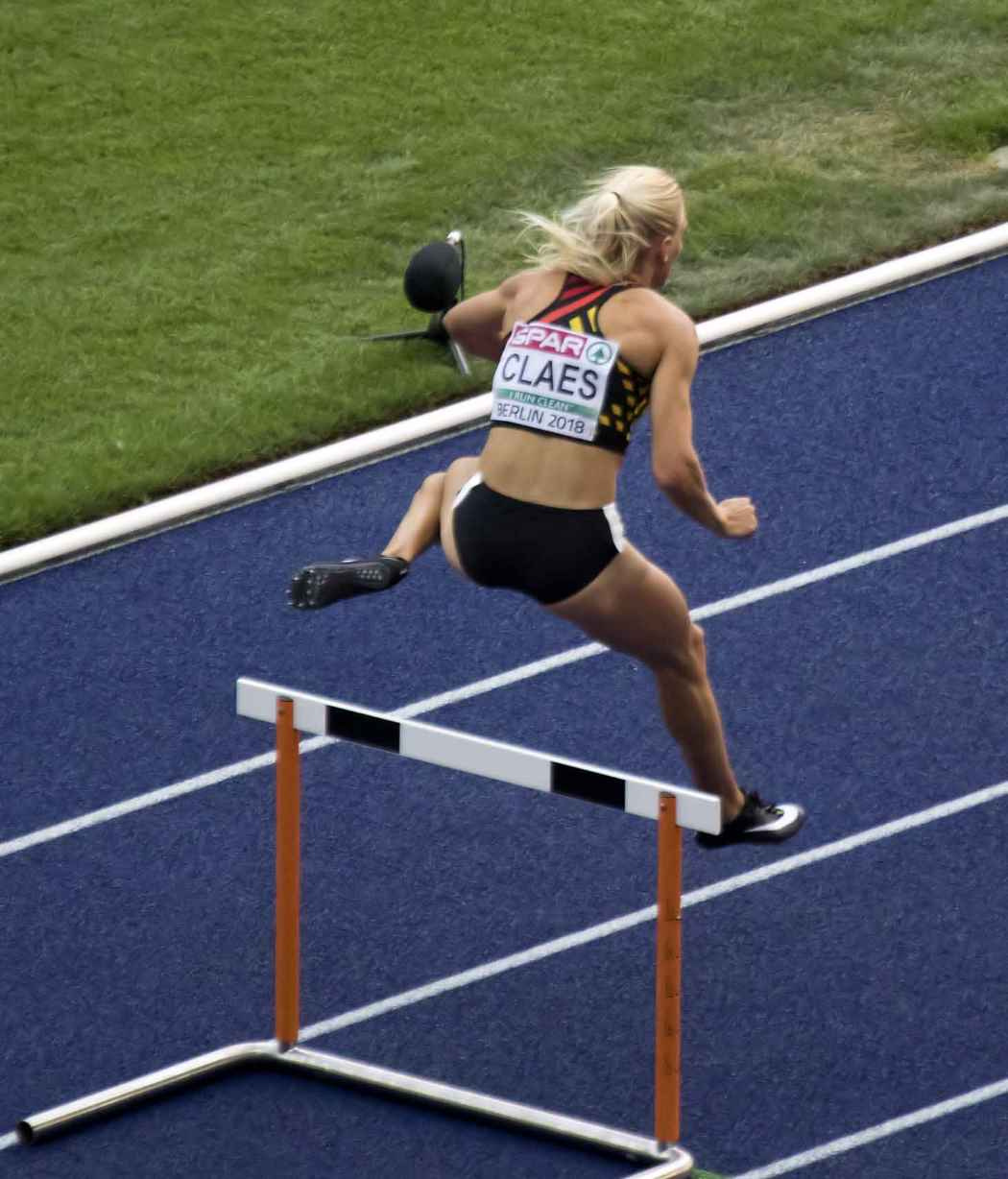
Hanne Claes belegte Rang vier

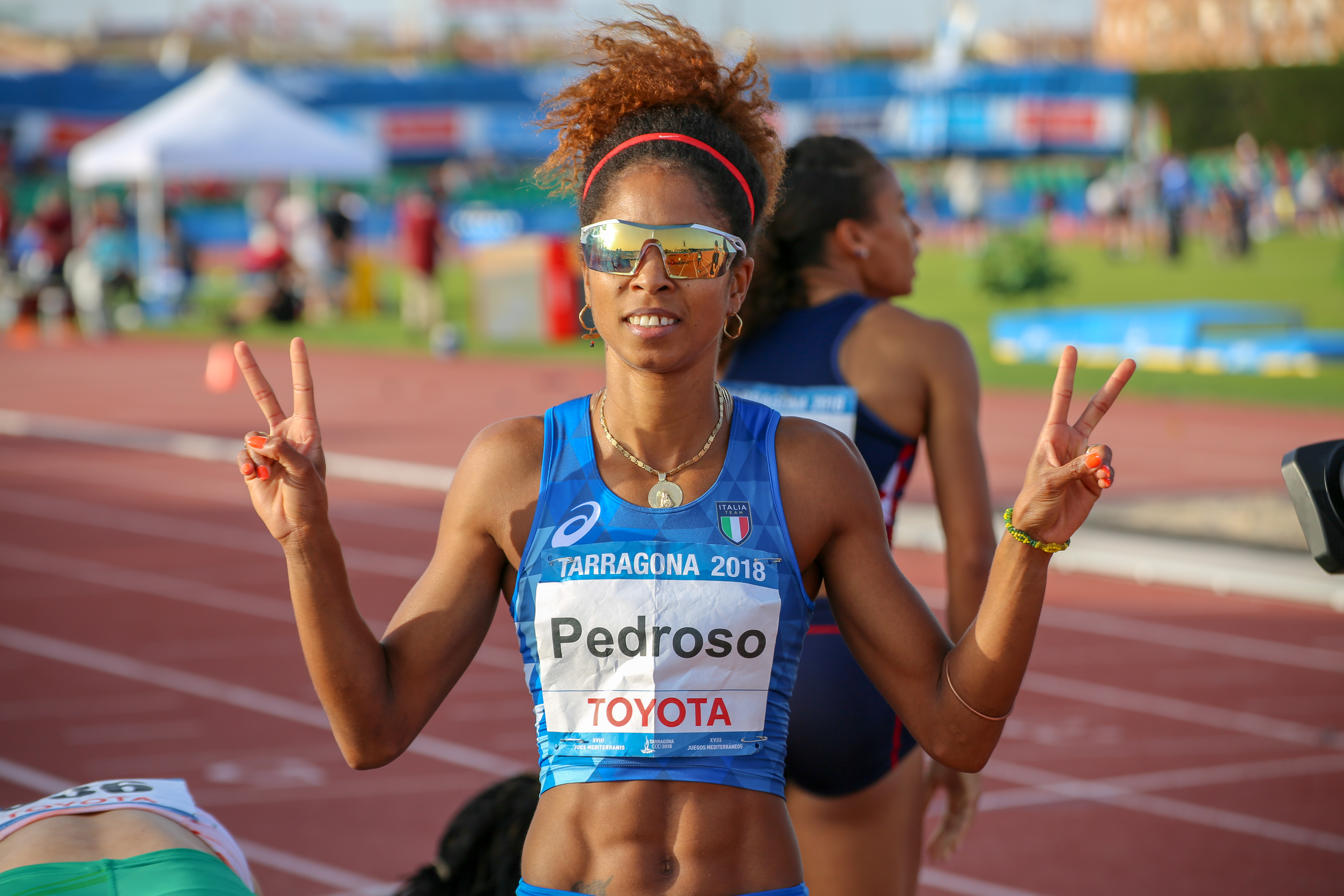
Yadisleidy Pedroso kam auf den fünften Platz
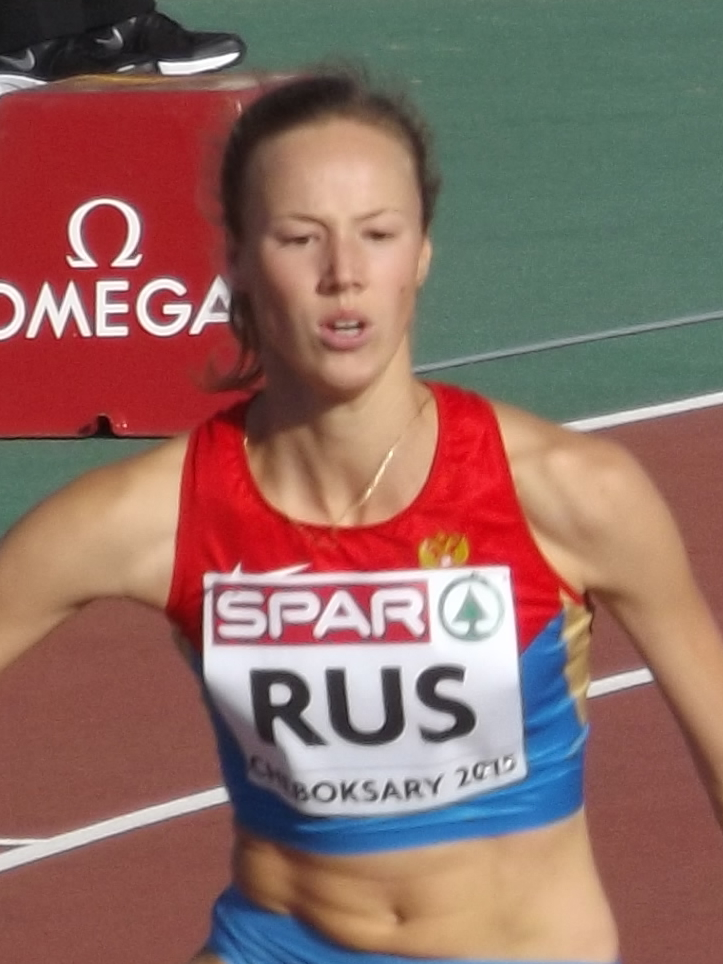
Die sechstplatzierte Wera Rudakowa
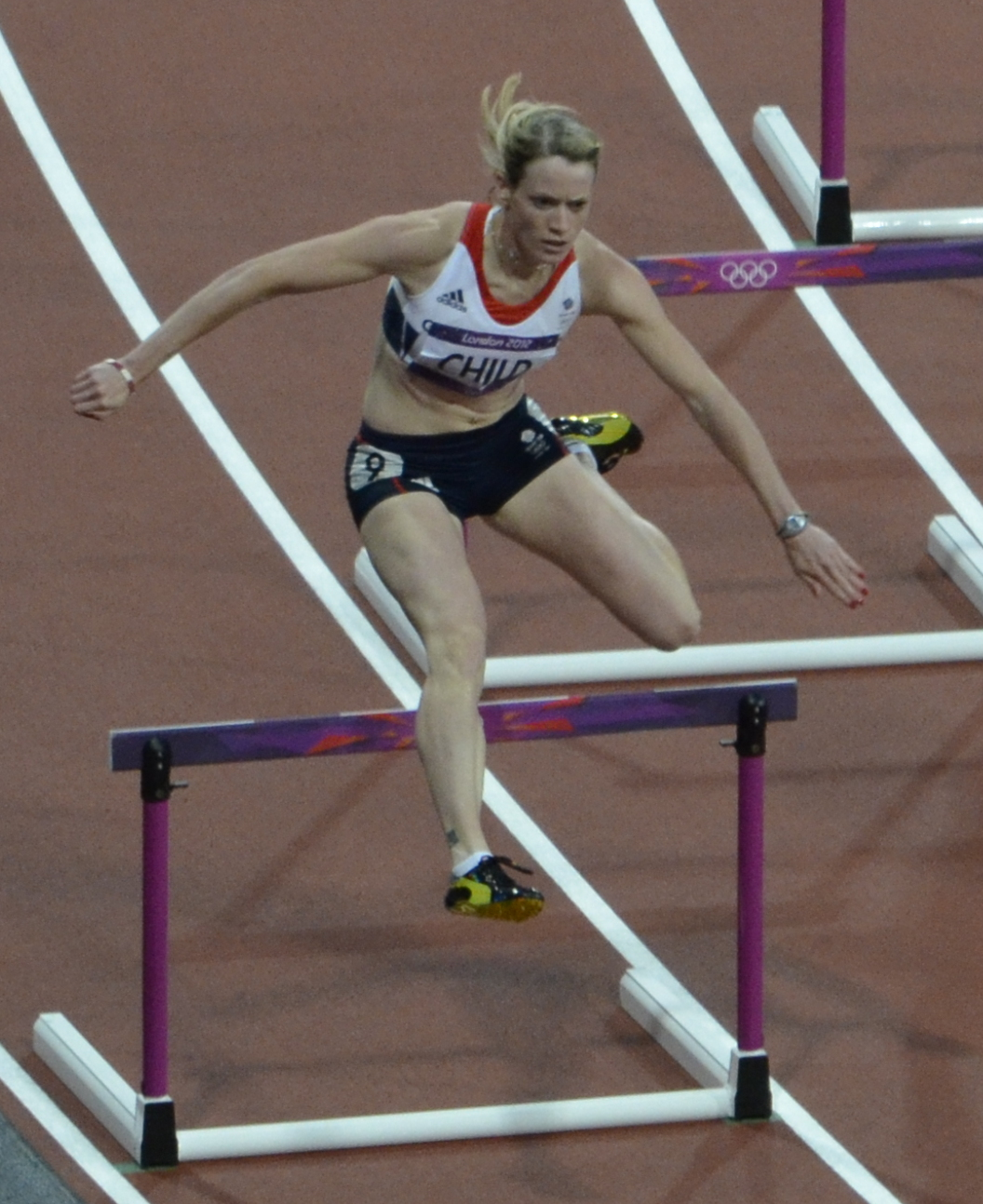
Rang acht für Eilidh Doyle